# Esponja de bany

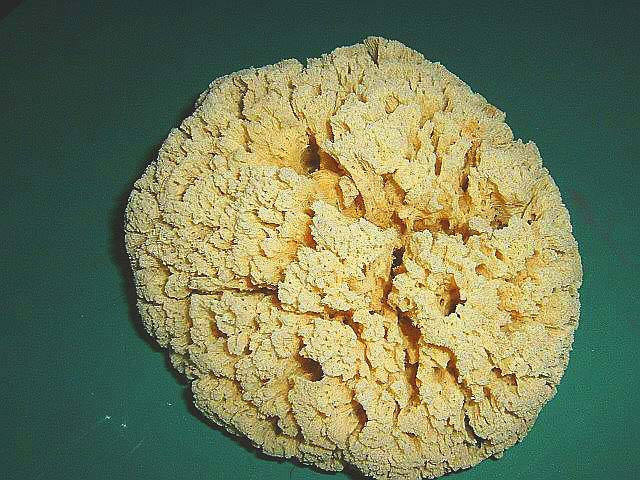
Esponja de bany feta d'un animal porífer

Les esponges de bany serveixen per a la higiene personal i poden estar fetes de materials naturals (animals o vegetals) o de materials sintètics.
De manera més general les esponges serveixen per netejar superfícies impermeables. Són especialment adequades per absorbir aigua o solucions basades en l'aigua.

## Materials
Normalment les esponges estan fetes de fibres de cel·lulosa de la fusta o de polímers de plàstic en forma d'escuma. Algunes esponges naturals, que ja eren usades a la Grècia Antiga, encara es troben a la venda, la majoria d'aquestes es fan servir d'esponges de bany pel cos i la cara, amb finalitat decorativa o per pintar amb la tècnica de l'esponja.
Hi ha altres tres categories d'esponges sintètiques: les de polièter de baixa densitat (esponges no absorbents), PVA (material molt dens, molt absorbent, sense porus visibles) i de polièster.

## Bacteris en l'esponja

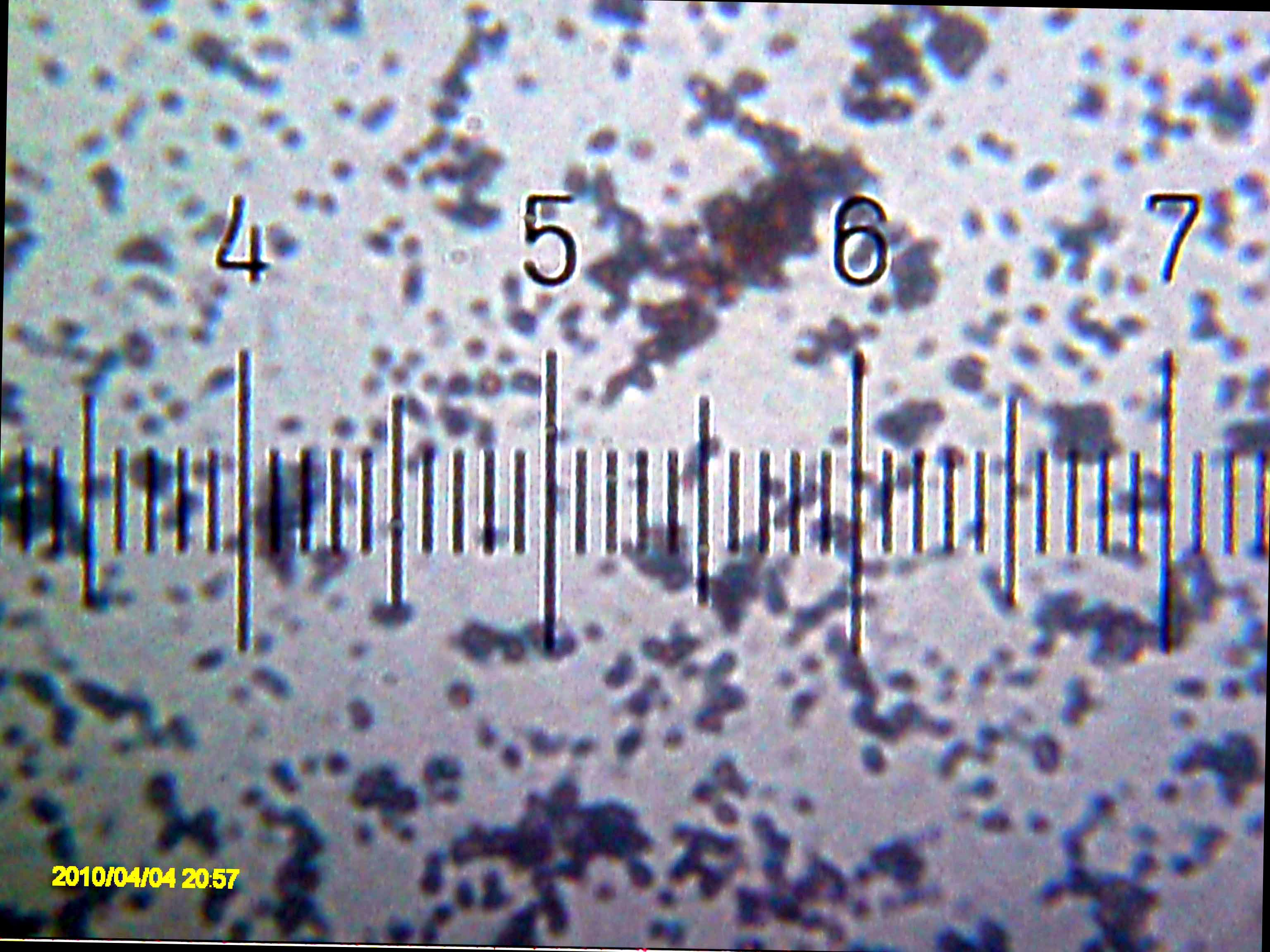
Bacteris d'una esponja de cuina.

Les esponges de cel·lulosa poden hostatjar i fer créixer bacteris o fongs perillosos, especialment quan l'esponja es conserva humida després d'usar-la. Per això algunes esponges estan tractades amb substàncies antimicrobianes. Per matar els bacteris dins una esponja es poden deixar en remull en aigua neta i després posar-les a la temperatura alta del microones durant uns dos minuts.
Existeix una esponja per netejar els insectes esclafats en el parabrises dels vehicles (bug sponge).